# Båten från Genesarets sjö
Båten från Genesarets sjö är en drygt åtta meter lång fiskebåt som återfanns 1986 på stranden av Genesarets sjö i Israel.
År 1986 var vattenståndet ovanligt lågt i Genesarets sjö, vilket ledde till att två bröder från kibbutzen Ginosar, fiskare och amatörarkeologer, upptäckte ett två tusen år gammalt båtvrak, som tidigare legat inbäddat i bottenleran vid sjöns nordvästra kust. 
Virket i båten har med kol 14-metoden daterats till perioden år 120 före Kristus - år 40 efter Kristus. Båten har bevarats väl i den syrefria dyn på sjöbotten.
Båten är byggd huvudsakligen av cederträ. Skrovet har tio olika slags trävirke, vilket tyder antingen på allmän virkesbrist, eller på att den tillverkats av utskottsvirke och genomgått ett antal renoveringar. Den är flatbottnad och kunde ros av fyra roddare. Den hade också en mast för en rigg. I båten återfanns vid den arkeologiska utgrävningen bland annat en oljelampa, en kokgryta, spikar och krokar. 
Båten är utställd på "Yigal Allon Museum and Educational Center" i kibbutzen Ginosar.

## Bildgalleri

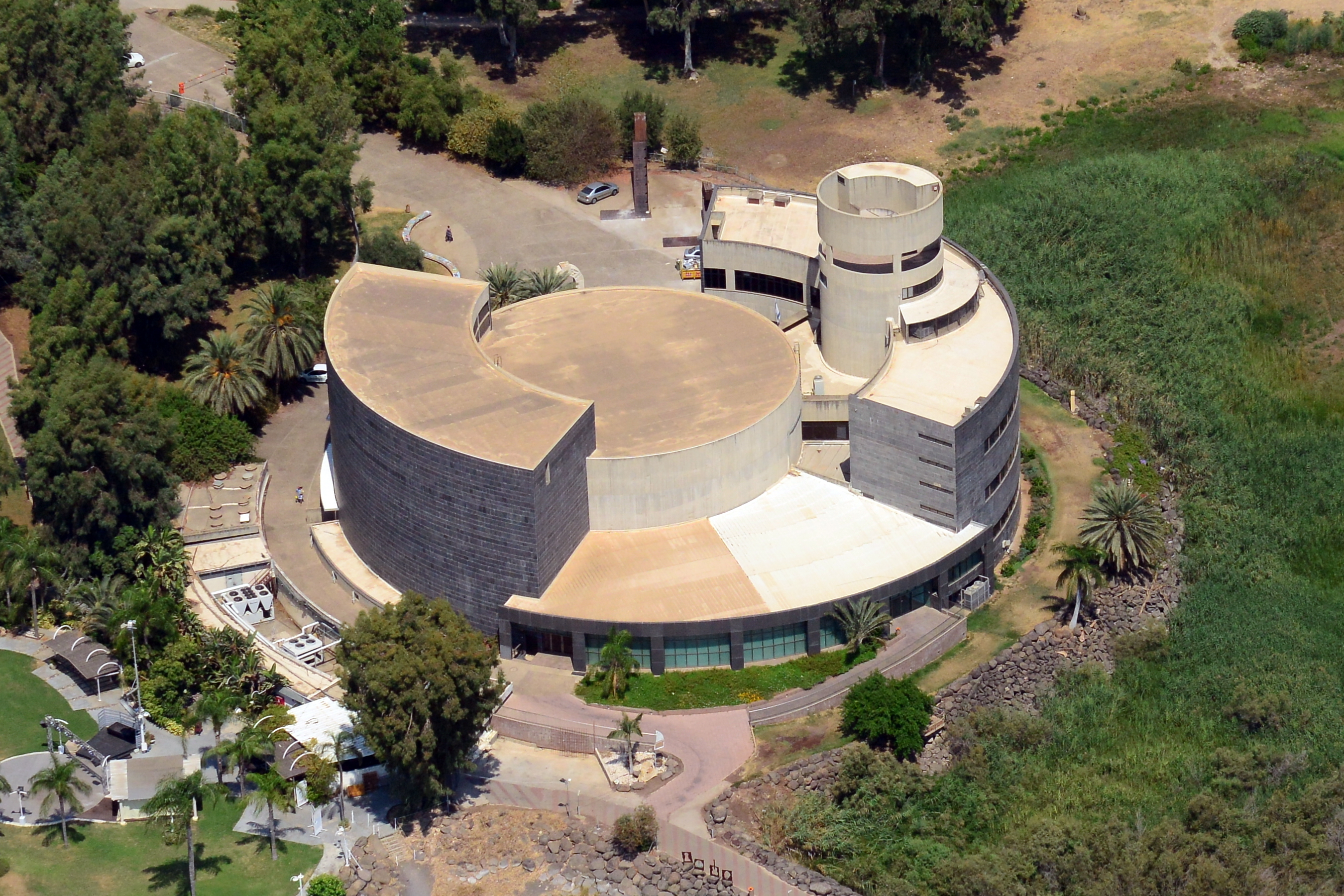
Yigal Allon Museum and Educational Center, Ginosar
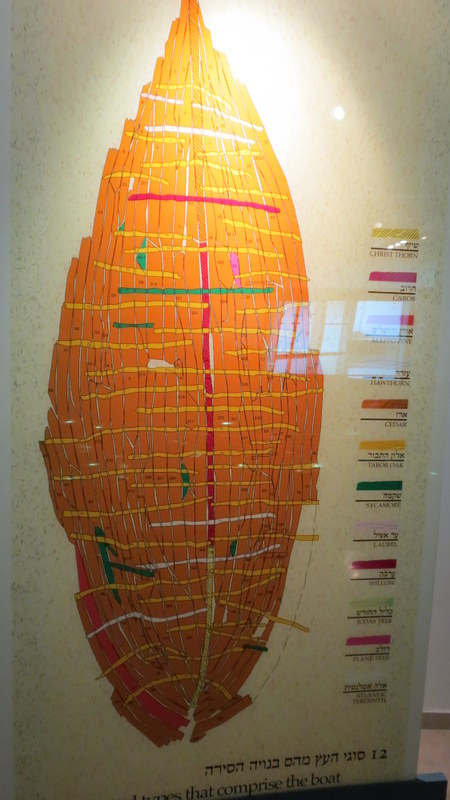
Bild av olika trävirke i båten i Yigal Allon Museum